# Recesvinto

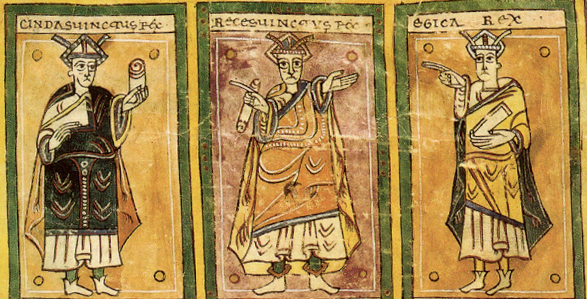
Reyes visigodos: Chindasvinto, Recesvinto y Égica.

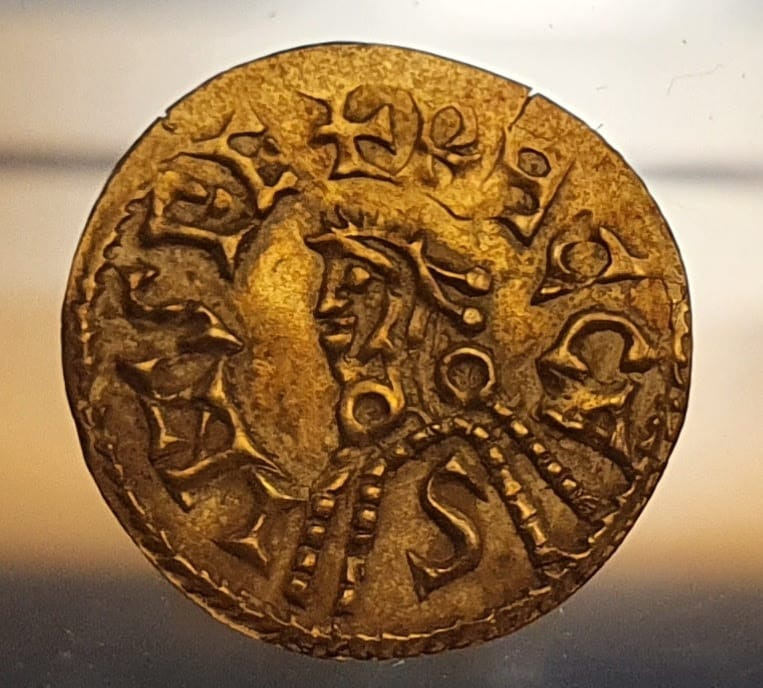
Anverso de un Trémeris de Recesvinto - Sevilla (653-672) Museo Arqueológico de Palencia.

Recesvinto (en latín: Recesvindus, Recceswinthus o Reccesvinthus, muerto en 672) fue rey de los visigodos entre 653 y 672. Compiló, junto con su antecesor Chindasvinto, un cuerpo de leyes común para los dos pueblos del reino, hispanorromanos y visigodos: el Liber Iudiciorum o Código de Recesvinto.

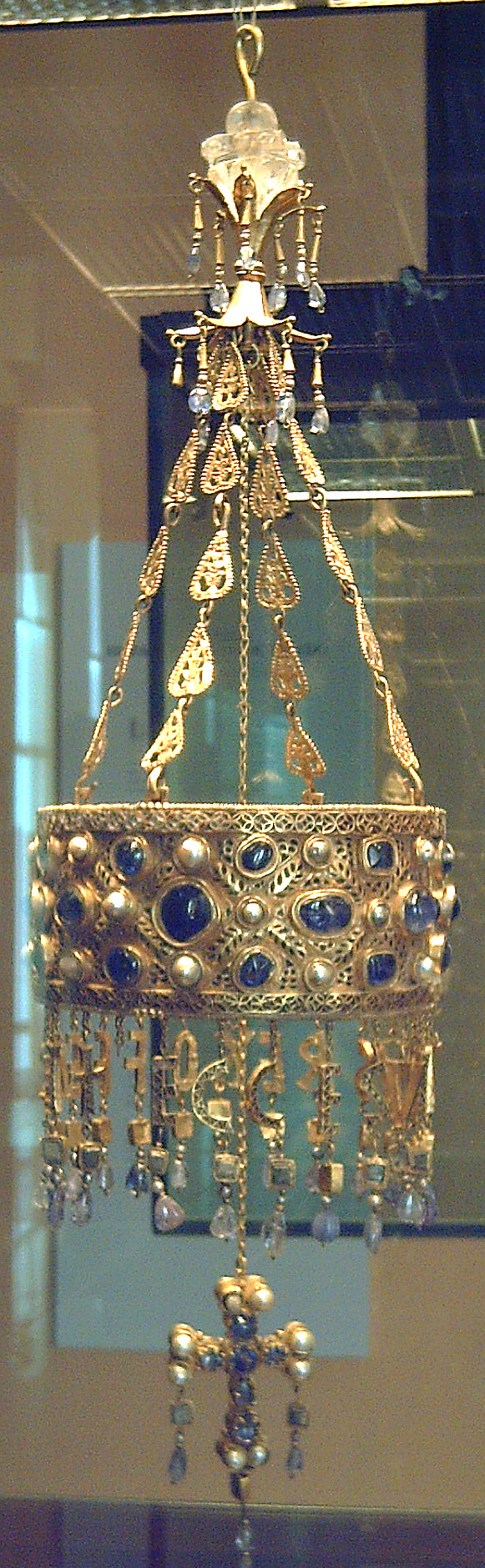
Corona de Recesvinto, parte del Tesoro de Guarrazar. España.

## Historia
Recesvinto fue rey de los visigodos desde el 653 al 672, aunque cogobernó con su padre Chindasvinto desde el 649. Llevó a cabo una política distinta de la de su padre, más dura con los judíos, pero más conciliadora con la Iglesia y con la nobleza, solucionando los problemas causados por la feroz represión de su antecesor. En particular, tras la rebelión de Froya, pidió a los obispos autorización para perdonar a antiguos rebeldes, lo cual le estaba prohibido por las resoluciones de anteriores concilios.
Consiguió la unificación política y social para el reino cuando promulgó en el año 654 el Liber Iudiciorum o Código de Recesvinto, en el que se abolía la personalidad del derecho, estableciendo un derecho igual y unitario para todos los súbditos del reino. Según la teoría tradicional, hasta entonces se empleaba con los godos el derecho consuetudinario del pueblo visigodo (recopilado en el año 475 por el rey Eurico en el Codex Euricianus o Código de Eurico) y con los hispanorromanos el viejo derecho romano (recopilado en el año 506 por el rey Alarico II en el Breviarium Alaricianum o Breviario de Alarico).
Dictó asimismo medidas para impedir que el tesoro particular de los reyes se aumentase a costa de todos los ciudadanos. En el VIII Concilio de Toledo (año 653) se estableció, bajo su tutela y autoridad, lo siguiente:
Necesidad de diferenciar los bienes que el rey recibía del patrimonio de sus padres o parientes.
Necesidad de diferenciar lo que el rey adquiría por su cargo. Estos bienes sólo podrían pasar a su sucesor en el trono y no a su descendencia familiar.
Por otro lado, en este mismo concilio, se apropió de muchas de las propiedades que sus antecesores habían obtenido en forma ilegal, pero no hizo caso de la sugerencia de los obispos, que querían que estas propiedades fueran propiedad de la corona y no del rey (se habían referido, además, específicamente al padre del rey Chindasvinto). Este asunto provocó una fuerte controversia, y los obispos, que no podían hacer mucho ante el poder real, dejaron constancia de su desagrado en las actas del concilio. Ahí incluyeron tanto la ley promulgada como la sugerencia eclesiástica, para marcar claramente la diferencia.
Recesvinto fue además el supremo magistrado, encargado de hacer cumplir las leyes. Desde entonces, la monarquía se rigió por normas legislativas y toda cuestión política se solucionó por la ley.

## Acciones militares
En el comienzo de su reinado hubo una revuelta protagonizada por Froya, godo exiliado, que, huyendo de las persecuciones del monarca, se había establecido, como otros muchos, en territorio vascón. Froya y los vascones asolaron las tierras del valle del Ebro, saquearon iglesias, asesinaron clérigos y sitiaron la ciudad de Zaragoza. Recesvinto reaccionó, rompió el asedio y dio muerte a Froya.

## Política contra los judíos
Recesvinto reinició la política antijudía de varios de sus antecesores, que había sido suspendida por su padre. Decretó que todos los herejes, entre los cuales se encontraban los judíos, serían desterrados del reino. Decretó que ningún judío bautizado podría abandonar la fe cristiana ni celebrar las festividades de la Pascua ni respetar el sábado. No podían tampoco respetar sus restricciones alimenticias ni testificar contra un cristiano, aunque éste fuera un esclavo. La pena por el incumplimiento de estas leyes era la hoguera o la lapidación.
Dándose cuenta de que estas drásticas leyes podían generar el incumplimiento entre sus súbditos, decretó la excomunión y confiscación de un cuarto de la propiedad de todo aquél que ayudara a un judío a continuar en sus creencias, o a un judío converso a recaer. 
En general, se trató del primer intento sistemático de utilizar toda la fuerza del Estado para eliminar el judaísmo de España. Si bien no se practicaron las conversiones forzadas, se convirtió en un delito capital cualquier práctica religiosa judía.

## Donaciones y arte
Recesvinto hizo donación de todos los territorios comprendidos en la vertiente norte de los montes de León al cenobio que habitaba en Compludo.  
En el año 661 mandó edificar la iglesia dedicada a San Juan, en Baños de Cerrato (en la actualidad en la provincia de Palencia), monumento visigodo. La historia mezclada con la leyenda cuenta que el rey, después de una dura batalla para sofocar la rebelión de los vascones, vino a un lugar llamado Baños de Cerrato para curar sus dolencias de riñón en las aguas termales de esta localidad, que tenían fama de ser medicinales y casi milagrosas y que estaban bajo la advocación de San Juan Bautista. Parece ser que el rey se curó y en agradecimiento mandó levantar dicha iglesia. Así lo acredita la lápida de mármol que se conserva en el interior de la iglesia, sobre el arco triunfal.
Precursor del señor, Mártir, Bautista Juan, posee el eterno don esta basílica para ti construida; la cual devoto yo, Recesvinto Rey, yo mismo amador de tu nombre, te he dedicado, erigiéndola y dotándola a expensas mías y dentro del territorio de mi propia heredad en la era 699, año décimo tercero de mi glorioso correinato.
Regresaba el rey godo Recesvinto, de haber derrotado al caudillo de los vascones, llamado Fruela, y en este pueblecillo se detuvo a descansar, pues se sentía enfermo de una afección renal. Durante este reposo bebió el agua de un manantial existente en el mismo lugar donde anteriormente existieron unas termas romanas y el recuperar rápidamente su salud se lo atribuyó a un hecho milagroso. Como gratitud decidió erigir en aquel lugar el templo que hoy vemos dedicado a San Juan Bautista.

### Corona de Recesvinto
La imagen que se presenta en esta página pertenece a la corona votiva del tesoro de Guarrazar hallado en Guarrazar, paraje del municipio de Guadamur, en la provincia de Toledo, entre 1858 y 1861
La corona votiva de Receswinth está en el Museo Arqueológico Nacional de Madrid. Entre las coronas, de oro y piedras preciosas, es la que más llama la atención por su orfebrería y su belleza.
La corona consta de dos medias circunferencias de doble chapa de oro unidas entre sí por una charnela y un pasador. En ella hay incrustaciones de piedras preciosas (zafiros, granates, almandinas) (que son los granates de color rojo intenso) y perlas. Está colgando de unas cadenas con eslabones en forma de corazón. De la corona cuelgan unas letras en oro que forman el nombre del donante: RECCESVINTHVS REX OFFERET. A su vez, esas letras terminan en unos colgantes adornados de esmeraldas, zafiros y perlas.

## Muerte y sepultura
El rey Recesvinto falleció en el año 672 en la población llamada Gérticos, situada cerca de Valladolid. En este mismo lugar nombraron como sucesor suyo a Wamba el 21 de septiembre de 672, en contra de la voluntad del propio Wamba. Desde ese momento, Gérticos tomó el nombre de Wamba, que es el que lleva en la actualidad.
Recesvinto fue sepultado en Gérticos, aunque en el siglo XIII, por orden del rey Alfonso X el Sabio, sus restos fueron trasladados a la iglesia de Santa Leocadia, ubicada junto al alcázar de Toledo, donde también habían sido trasladados los restos de su sucesor, el rey Wamba, y que no debe ser confundida con la otra iglesia de Santa Leocadia de Toledo. Durante la Guerra de la Independencia Española, los sepulcros donde descansaban los restos de ambos monarcas fueron profanados por las tropas francesas.
En 1845, los restos de ambos monarcas, introducidos en una arqueta de madera forrada de terciopelo carmesí, fueron trasladados a la catedral de Toledo, donde fueron depositados en el salón principal de la sacristía de la catedral, , desde donde fueron trasladados al ochavo y, finalmente, el 27 de noviembre de 2017 la urna con sus restos fue trasladada solemnemente a un nicho en la capilla del Corpus Christi, en la que se practica diariamente el antiguo rito visigodo, también llamado mozárabe.
| Predecesor: Chindasvinto | Rey visigodo 649-672 (Junto a Chindasvinto hasta 653) | Sucesor: Wamba |